# Justicia panduriformis
Justicia panduriformis är en akantusväxtart som beskrevs av R. Ben.. Justicia panduriformis ingår i släktet Justicia och familjen akantusväxter. Inga underarter finns listade i Catalogue of Life.